# Givers Ep
Albums de Givers
In Light
(2011)
Givers Ep est le premier enregistrement éponyme, de format maxi, du groupe américain d'indie pop Givers. Il a été lancé le 11 septembre 2009 sur le label Valcour Record à la veille d'une tournée de la côte Est des États-Unis avec le groupe Dirty Projectors.
La réception de Givers Ep a été excellente :
- « Best of What’s Next » par PASTE Magazine[3]
- « Band to Watch » par Stereogum[4]
- « 10 Albums You Might Have Missed in 2009 » par Soundcheck Magazine[5],[6]
- « The Best Louisiana Albums of 2010 » par le magazine OffBeat[7]

## Membres
- Kirby Campbell : choriste, échantillon et batterie
- Taylor Guarisco : voix et guitare
- Tiffany Lamson (Tiff) : voix, percussions, ukulélé et glockenspiel
- Joshua Leblanc (Josh) : choriste et bassiste
- Will Henderson : choriste et synthétiseur

## Liste des pistes
| No | Titre               | Durée |
| -- | ------------------- | ----- |
| 1. | Up Up Up            | 4:15  |
| 2. | Meantime            | 4:46  |
| 3. | Ceiling of Plankton | 4:22  |
| 4. | Saw You First       | 5:11  |
| 5. | Up Up Up (remix)    | 4:20  |